# Nemognathomimus michelbacheri
Nemognathomimus michelbacheri är en skalbaggsart som beskrevs av Chemsak och Giesbert 1986. Nemognathomimus michelbacheri ingår i släktet Nemognathomimus och familjen långhorningar. Inga underarter finns listade i Catalogue of Life.